# مكتبة جامعة الخرطوم
مكتبة جامعة الخرطوم هي أكبر مكتبة في السودان، وتتمتع بحق الإيداع لمطبوعات هيئات الأمم المتحدة منظمة الفاو ومنظمة الصحة العالمية. مجموعة الكتب متوفرة بعدة لغات، وتشمل الكتب الدراسية والكتب المرجعية، بالإضافة إلى دوائر المعارف والدوريات والخرائط والأبحاث و معاجم اللغة والألفاظ والمعاني. وتحتوي المكتبة علي مجموعة من المصغرات الفلمية التي تحتوي على مقالات وخرائط وكتب عن السودان، بالإضافة إلى أقراص الليزر التي تحتوي على معلومات عن المنظمات الدولية كمنظمة العمل واليونسكو ووثائق عن جنوب أفريقيا وعدد من الدوريات الطبية.وتستخدم المكتبة النظم الالية في خزن واسترجاع المعلومات.

## تطور مكتبة جامعة الخرطوم
نشأت مكتبة جامعة الخرطوم في إطار جهود تطوير التعليم العالي في المستعمرات البريطانية خلال منتصف القرن العشرين. في عام 1943، شكلت لجنة برئاسة القاضي أسكويث لدراسة تطوير التعليم العالي في المستعمرات. أوصت اللجنة في تقريرها الصادر عام 1944 بإنشاء مكتبات جامعية تلبي احتياجات الطلاب والباحثين.

### التطور التاريخي
تأسست كلية غردون في السودان كجزء من هذه الجهود، وجرى تطويرها لتصبح جامعة الخرطوم في عام 1956. خلال هذه الفترة، نشأت مكتبة الجامعة بمواصفات مطابقة لتلك الموجودة في جامعات المملكة المتحدة. استمرت علاقة الجامعة بجامعة لندن لمدة عشر سنوات، حيث كانت تمنح الدرجات الجامعية لطلاب كلية الخرطوم الجامعية حتى بلغت الجامعة المستوى المطلوب لمنح الدرجات الجامعية داخليًا
عندما أصبحت كلية غردون التذكارية مركز للدراسات الجامعية في العام 1945م تم جمع ثلاثة آلآف كتاب من المدراس الثانوية لتكون النواة لمكتبة الجامعة، وبعد فترة وجيزة اهدى السير دوقلاس نيو بولد (Sir Douglas New Bold)
السكرتير الادارى لحكومة السودان مكتبة السكرتارية ومعظمها كتب عن السودان وأفريقيا وهى حوالى ثلاثة آلآف مجلد(3000) وبعد وفاته تم إهداء مكتبته الخاصة لمكتبة الكلية  والمكونة من آلآف المجلدات لمكتبة الكلية وتحتوى تلك المجموعة تقارير الحاكم العام التي كان يرفعها لدولتي الحكم الثنائي والتقارير السنوية لحكومة السودان والمديريات المختلفة Sudan Reports ، تقارير الميزانية وقائع مجلس الحاكم العام وتقويم السودان .Sudan Almanac والجريدة الرسمية لحكومة السودان Sudan Janet بالإضافة لمجلة السودان في رسائل ومدونات (SNR).
وبلغت مجموعات المكتبة خمسة عشر ألف كتاب (15ألف كتاب)وفى نهاية العام بلغ عدد الدوريات (114)دورية واصبحت مكتبة كلية غردون تعرف باسم مكتبة نيو بولد.(New Bold)

## نمو مجموعات مكتبة جامعة الخرطوم
تظهر الإحصائيات أن حجم مجموعات مكتبة جامعة الخرطوم كان يتضاعف كل ست سنوات تقريبًا في الفترة من 1947 إلى 1973. في عام 1981، بلغ حجم المجموعات ثمانية أضعاف حجمها عند استقلال الجامعة في عام 1956. كما زاد عدد اشتراكات الدوريات ست مرات تقريبًاِ

### نمو مجموعات المكتبة في الفترة من 1945-1981
بعد وفاة نيو بولد، تلقت المكتبة معونات من جهات متعددة لمقابلة متطلبات الكلية المتزايدة. في السنوات بين 1945 و1950، تسلمت المكتبة 2500 جنيه إسترليني من وقف رودسRhodes، بالإضافة إلى منحة خاصة من حكومة السودان مقدارها 6600 جنيه سوداني. هذا الدعم المالي أحدث طفرة في مجموعات المكتبة. تظهر الإحصائيات التالية نموًا ملحوظًا في مجموعات مكتبة جامعة الخرطوم خلال الفترة من 1945 إلى 1981:
| العام     | حجم المجموعات | عدد الدوريات |
| --------- | ------------- | ------------ |
| 1945      | 15,000        | 114          |
| 1947      | 16,500        | 170          |
| 1951      | 22,217        | 416          |
| 1957-1958 | 61,607        | 1,187        |
| 1963-1964 | 125,953       | 4,225        |
| 1981      | 359,690       | 5,140        |

ملاحظات
- يظهر الجدول نموًا مستمرًا في مجموعات المكتبة خلال الفترة المذكورة.

- تزايد عدد الدوريات والمجلدات بشكل ملحوظ خلال العقود اللاحقة.

### نمو المجموعات في العقود اللاحقة
استمر نمو مجموعات المكتبة في العقود اللاحقة، حيث بلغت المجموعات:
- في عام 1990: 458,000 مجلد، و3000 دورية (منها 2540 عن طريق الشراء)

- في عام 1999: 403,536 مجلد، و3260 عنوان دورية

- في عام 2005: زادت المجموعات بـ 4701 مجلد

- في عام 2015: بلغت الزيادة 527 مجلد، وكانت دعمًا من وزارة التعليم العالي[9]

## الإهداءات الخاصة منذ نشأة مكتبة جامعة الخرطوم.
شهدت مكتبة جامعة الخرطوم خلال العقود الماضية إضافات مميزة من مكتبات شخصية قيّمة أسهمت في تعزيز محتواها العلمي والثقافي.
1. مكتبة مكاوي سليمان أكرت: تحتوي على 621 كتابًا، وكان من أوائل وزراء داخلية السودان في عام 1957.
2. مكتبة البروفيسور سعد الدين فوزي: أهديت في عام 1960، وكان أستاذًا في الاقتصاد بجامعة الخرطوم.
3. مكتبة الأستاذ محمد صالح الشنقيطي: أهديت في عام 1964، وتتألف من نحو 5000 كتاب، تضم مجموعة من الكتب النادرة، ومراجع في التراث العربي، وأعمالًا مهمة حول تاريخ السودان.
4. مكتبة البروفيسور التجاني الماحي: أهديت في عام 1972، وتضم 3000 مخطوطة، و700 خريطة، وأكثر من 1000 كتاب عن السودان، إلى جانب ما يقارب 12,000 كتاب في مجالات علمية متنوعة.
5. مكتبة وزارة الخدمة والإصلاح الإداري: أهدت 1000 كتاب في عام 1972.
6. مكتبة محمد عبد الرحمن: أهدى 110 مجلدًا في عام 1976.
7. مكتبة الدرديري محمد عثمان: أهديت في عام 1978، وكان قاضيًا وسياسيًا بارزًا في السودان.
8. مكتبة محمد عبد الله عوض: تحتوي على 2497 كتابًا، وقد أهدتها زوجته الحاجة سعاد عبد الموجود بعد وفاته في عام 1995. كان متخصصًا في تاريخ الممالك الإسلامية بغرب أفريقيا.
9. مكتبة خالد آدم بن الخياط: تحتوي على 1142 كتابًا، وكان مدرسًا وصحفيًا بارزًا في السودان.
10. مكتبة محمد عبد الجواد: تحتوي على 2791 كتابًا، وكان سياسيًا وإعلاميًا بارزًا في السودان.
11. مكتبة عز الدين المهدي: تحتوي على حوالي 1000 كتاب.
12. مكتبة علي المك: تحتوي على حوالي 2000 كتاب، وكان أستاذًا بجامعة الخرطوم وله العديد من المؤلفات الأدبية.
13. مكتبة أحمد محمد علي الحاكم: تحتوي على أكثر من 1000 كتاب، وكان عالمًا في الآثار ونال درجتي الماجستير والدكتوراه من جامعة كامبريدج.
14. مكتبة طه حسين أحمد عثمان الكد: تحتوي على حوالي 700 كتاب.
15. مكتبة صلاح الدين المليك: تحتوي على 1161 كتابًا، وكان عالمًا في اللغة العربية وله العديد من المؤلفات.
16. مكتبة خضر حمد: تحتوي على 1730 كتابًا، وكان وزيرًا للري والقوى الكهربائية في السودان.
17. مكتبة د. عباس إبراهيم محمد علي أبو الريش: تحتوي على 2028 كتابًا.
18. مكتبة جبرائيل ميشيل بيطار: تحتوي على 1276 كتابًا، وكان مهتمًا بالكتب والثقافة والعمارة والاقتصاد.
19. مكتبة مبارك زروق: تحتوي على 670 مجلدًا، وكان من أوائل السياسيين والمحامين السودانيين.
20. مكتبة حسن عوض أبو العلا: تحتوي على 210 كتب عربية، وكان شاعرًا غنائيًا بارزًا في السودان.
21. مكتبة الرقيب العام لحكومة السودان: أهديت مكتبة بوكسول التي تحتوي على 1600 مجلد ذي قيمة علمية كبيرة.
22. مكتبة السفير الروسي ف. ن. فيروتون: تحتوي على 785 مجلدًا.
23.رابطة خريجي جامعة الخرطوم بقطر
تسلمت مكتبة جامعة الخرطوم شحنة من الكتب العلمية زنة أربعة أطنان، بعدد تجاوز ألف وتسعمائة وخمسون كتاباً ومرجعاً حديثا في مجالات الهندسة والعلوم الأخرى تقدر قيمتها بأكثر من مائة ألف دولار تبرعاً من رابطة خريجي جامعة الخرطوم بقطر ورابطة المهندسين السودانيين بقطر بالتعاون مع جامعة تكساس A&M بقطر.

### أهمية هذه المكتبات
تمثل هذه المكتبات المهداة إضافة قيمة لمكتبة جامعة الخرطوم، حيث تحتوي على العديد من المصادر المعرفية القيمة وهناك إعداد أخرى من المكتبات المهداة.

## قسم الدوريات في مكتبة جامعة الخرطوم
ارتبط تطور قسم الدوريات في مكتبة جامعة الخرطوم بتطوير المكتبة نفسها، وفقًا للتقارير السنوية لمكتبة كلية غردون وكلية الخرطوم الجامعية ومكتبة جامعة الخرطوم. يبين الجدول التالي نمو الدوريات في الفترة من 1945 إلى 1994:
| العام     | عدد الدوريات |
| --------- | ------------ |
| 1945      | 114          |
| 1947      | 170          |
| 1951      | 416          |
| 1957-1958 | 1187         |
| 1963-1964 | 4225         |
| 1981      | 5140         |
| 1992      | 218          |
| 1992-1993 | 168          |

### التحول إلى الدوريات الإلكترونية
بعد توقف الاشتراك في الدوريات الورقية، تحول قسم الدوريات إلى توفير الدوريات الإلكترونية. وقد واكب القسم هذا التطور ووفر عددًا من قواعد بيانات الدوريات على موقع المكتبة الإلكترونية بالجامعة، منها:
- Directory of Open Access Journals

- Scientific Electronic Library Online

- Oxford Open Access Journals

- Open J-Gate Full Text Library

- قاعدة بيانات HINARI، التي تغطي معظم الدوريات في مجال الطب والعلوم الصحية المدعومة من منظمة الصحة العالمية (WHO)

- قاعدة بيانات AGORA، التي تغطي دوريات العلوم الزراعية والمجالات ذات الصلة المدعومة من منظمة الزراعة والأغذية للأمم المتحدة (FAO)

### أهمية الدوريات
تمثل الدوريات مكانة كبيرة بين مصادر المعلومات العلمية للباحثين، وذلك بما توفره لهم من موضوعات يندر توفرها في أشكال أخرى من مصادر المعلومات، سواء بسبب حداثة تلك الموضوعات أو كونها من الموضوعات ذات الاهتمام المحدود التي لا تحتمل إفراد كتاب لها.

## مكتبة جامعة الخرطوم: كنوز معرفية وتاريخية منذ التأسيس
تضم مكتبة جامعة الخرطوم مجموعة نادرة من الوثائق والكتب والصحف التي توثق مراحل مختلفة من تاريخ السودان:

### الوثائق التاريخية
- يوميات غردون: وهي يوميات غردون باشا، آخر حاكم عام للسودان قبل الثورة المهدية، حيث يسجل فيها الأحداث التي تعرض لها أثناء الحصار.

- وثيقة تاريخية نادرة: جريدة التايمز البريطانية، عدد 5 فبراير 1885، الذي يوثق سقوط الخرطوم.

- كتاب سودان المناك: يحتوي على معلومات أساسية عن السودان، ويعود إلى الفترة من 1901 إلى 1907.

- مشروع الزيداب الزراعي: وثيقة تاريخية هامة تتعلق بمشروع الزيداب الزراعي، وهو مشروع شراكة أمريكية سودانية يهدف إلى تطوير الزراعة في السودان، ويعود تاريخه إلى عام 1906.
- خطاب وزارة الخارجية البريطانية 7فبراير 1874 لابنة المستكشف الاسكتلندي لوسط افريقيا ديفيد ليفينغستون بخبر وفاة والدها بالخرطوم.
- مذكرة مؤتمر الخريجين للحاكم العام تطالب بحق تقرير المصير للسودانين 3 أبريل 1942.

### الألبومات والصور
- ألبوم صور لدخول الإنجليز للسودان : يحتوي على صور تاريخية نادرة لدخول الإنجليز للسودان في عام 1901.

- الالبوم الشرقي،كتاب مصور عن وادي النيل،مطبعة الحجر 1851م.

### الصحف النادرة
- النسخة الأصلية لصحيفة الأهرام: العدد الأول من الصحيفة، الصادر في الإسكندرية في 5 أغسطس 1876.

- صحيفة دنقلا: تصدر باللغة الإنجليزية لحملة كتشنر، وتعود إلى القرن التاسع عشر.

- نسخ من صحيفة حضارة السودان: صدرت في عام 1920.

### الكتب النادرة
- كتاب عن النيل مصور: اسمه "الألبوم الشرقي"، يحتوي على معلومات عن وادي النيل، ومطبوع بمطبعة الحجر.

- كتاب وصف مصر: يقع في 20 مجلدًا، وغيره

.

## المكتبات الفرعية لمكتبة جامعة الخرطوم
نظرًا للوضع الجغرافي الممتد لكليات الجامعة، وجدت مكتبة جامعة الخرطوم نفسها مضطرة للانتشار اللامركزي لتلبية احتياجات البحث وخدمة الطلاب  تتبع المكتبات التالية لمكتبة جامعة الخرطوم فنيًا وإداريًا.
| اسم المكتبة                | الموقع                     | ملاحظات                                        |
| -------------------------- | -------------------------- | ---------------------------------------------- |
| مكتبة كلية القانون         | مجمع الوسط                 | 1935م                                          |
| مكتبة كلية الهندسة         | مجمع الوسط                 | 1938م                                          |
| مكتبة كلية الآداب          | مجمع الوسط                 | 1939م (وانضمت للمكتبة الرئيسية في العام 2005م) |
| مكتبة كلية الإقتصاد        | مجمع الوسط                 | 2005م                                          |
| مكتبة كلية الطب            | مجمع العلوم الطبية والصحية | 1924م                                          |
| مكتبة كلية الصحة           | مباني كلية الصحة           |                                                |
| مكتبة كلية التمريض العالي  | مباني كلية التمريض العالي  |                                                |
| مكتبة كلية التربية         | مجمع التربية               | 1961م                                          |
| مكتبة شمبات                | مجمع شمبات                 | 1936م                                          |
| مكتبة كلية العلوم الرياضية | مباني كلية العلوم الرياضية | 1995م                                          |
| المكتبة الصوتية            | مجمع الوسط                 | 2001م                                          |
| مكتبة السودان              | مباني مكتبة السودان        | 1962-1961م                                     |

توجد مكتبات أخرى في أقسام وكليات الجامعة والمراكز والمعاهد المختلفة لاتتبع اداريا وفنيا لمكتبة الجامعة أكبرها مكتبة كلية العلوم الإدارية تزيد عن 42 مكتبة.

## مكتبة السودان
أنشأت مكتبة جامعة الخرطوم قسمًا خاصًا بالدراسات السودانية لسدّ الفراغ الناجم عن غياب المكتبة الوطنية. وعُرف هذا القسم باسم "مكتبة أفريقيا والشرق الأوسط"، وقد ظلّ في حالة نموٍّ مستمر، خاصة فيما يخص الدراسات السودانية. وتم حصر كل الكتب والتقارير الحكومية والمطبوعات عن السودان في مكان واحد، وأنشئت مكتبة جديدة عُرفت باسم "مكتبة السودان". كما جرى تعيين عدد من الموظفين لهذا القسم الجديد من أجل حصر جميع الأعمال المنشورة عن السودان أو المؤلَّفة بواسطة سودانيين، سواء داخل البلاد أو خارجها. وساعد إصدار قانون الإيداع عام 1966 في زيادة مقتنيات المكتبة، وتم تحديد مكتبة جامعة الخرطوم كأحد مراكز إيداع المطبوعات والمؤلفات السودانية، حيث قُدِّرت مقتنياتها بنحو 20 ألف مجلد بمختلف اللغات، مثل العربية، والإنجليزية، والفرنسية، والألمانية، والروسية.
كانت مكتبة السودان تقوم بدور المكتبة الوطنية قبل صدور قانون المكتبة الوطنية السودانية عام 1999م، بالإضافة إلى دورها كمكتبة أكاديمية. وتعود نواة هذه المكتبة إلى مجموعة الكتب والتقارير الرسمية التي أهداها السكرتير الإداري لحكومة السودان عام 1947م إلى الكلية الجامعية عند تأسيسها. وتضم هذه المجموعة كتب الرحالة الذين زاروا السودان في أواخر القرن الثامن عشر وأوائل القرن التاسع عشر، وكتب الذين شاركوا في المعارك التي دارت إبان الثورة المهدية.
كما تضم أيضًا مجموعات كاملة من التقارير التي أصدرتها المصالح الحكومية منذ بداية الحكم الثنائي، ولعل من أبرزها مجموعة غازيتة (الجريدة الرسمية) لحكومة السودان، وميزانية الدولة، وتقارير الحاكم العام التي كان يرفعها إلى دولتي الحكم الثنائي، وكتاب تقويم السودان، ومجلة السودان في رسائل ومدونات (Sudan Notes and Records). ويُعد الفهرس المصنَّف لمجموعة السودان (1971م، 1977م) ببليوجرافيا وطنية، بينما تمثل ملاحق الفهرس الببليوجرافيا القومية الجارية.
تولت الأستاذة أسماء ابراهيم الإمام أمانة مكتبة السودان وخلفها الدكتور محمد صلاح الدين عام 1995م والأستاذ معتصم عبدالله المهدي عام 2000م ومن ابرز الشخصيات التي عملت بمكتبة السودان الأستاذ قاسم عثمان نور، والأستاذ عباس الزين الطيب..

### مباني مكتبة السودان
كانت تشغل حيزاً صغيراً في الطابق الثاني من مبنى المكتبة الرئيسية (مبنى كلية غردون التذكارية). عام 1995م انتقلت لمبناها الحالي الذي كان في السابق مدرسة التجارة العليا ومن ثم داخلية لطلاب مجمع الوسط ويحتوي المبنى على الجزء الشمالي السفلي وبه قاعة الكتب والرسائل وقاعة الإطلاع والعلوي يحتوي على قسم الرقمنة ويوجد بالطابق ايضاً صالات لتصفح الإنترنت وهناك الجزء الجنوبي السفلي ويوجد به ثلاث أقسام هي قسم التزويد وقسم الفهارس وقسم التجليد ويحتوي العلوي على مكاتب إدارية وصالات حاسوب للتدريب ومنها مكتب نائب عميد المكتبات.

## مطبوعات مكتبة جامعة الخرطوم
أصدرت مكتبة جامعة الخرطوم العديد من المطبوعات في مجال الدراسات العربية والببليوغرافيا والأدلة والكشافات التي تسهل الوصول إلى مصادر الدراسات. بعض هذه المطبوعات:
1.القائمة الموحدة للدوريات: أصدرت في عام 1969م وتم تحديثها في عام 1994م.
2. دليل الدوريات العربية: أعدته هاجر عبد الرحمن، ويحتوي على 611 دورية كتبت باللغة العربية في شتى فروع المعرفة.
3.فهرس مصادر الدراسات السودانية: أصدرته مكتبة الجامعة في عام 1961م، ويحتوي على 1114 عنوان للدراسات السودانية باللغة العربية.
4.الأصول العربية للدراسات السودانية: أصدره خبير المكتبات اللبناني يوسف أسعد داغر، ويحتوي على 1810 عنوان للدراسات السودانية المكتوبة باللغة العربية.
5.ببليوجرافيا السودان: نشرها عبد الرحمن النصري حمزة وأسماء إبراهيم الإمام، وتحتوي على 1893 مدخل.
6.الفهرس المصنف لمجموعة السودان: أصدرته مكتبة جامعة الخرطوم في عام 1971م، ويعد من أهم مصادر الببليوجرافيا السودانية باللغتين العربية والإنجليزية.
7.نشرة المكتبة: صدر العدد الأول منها في عام 1977-1978م، وتوالت بعد ذلك صدور الأعداد اللاحقة حتى عام 2005م.
8.مصادر الدراسات السودانية بالمجلات والدوريات السودانية: أصدره قاسم عثمان نور، ويحتوي على 4828 عنوان في 38 دورية سودانية.
9.إعادة بناء مكتبة جامعة الخرطوم وخدمات المعلومات: دراسة أعدتها جولي كاربنتر.
10.تقرير ماكدونالد: قدمه نائب أمين مكتبة جامعة نيوكاسل، ويشير إلى التقدم الملحوظ في تنفيذ وتطبيق التوصيات التي أوصت بها جولي كاربنتر.

## واقع تقانة المعلومات بمكتبة جامعة الخرطوم
من تتبع المسار التاريخي لجهود الأتمتة بمكتبة جامعة الخرطوم والدراسة الميدانية بالمكتبة الرئيسية وفروعها اتضح أن جامعة الخرطوم كانت من أول سبعة مؤسسات سودانية أدخلت الحاسب الألى وكان ذلك في العام (1967م) حيث أقتصر استخدامه على المسائل المالية الخاصة بالجامعة وشئون الطلاب كما تبين من البيانات التي بأدينا أن تطبيقات تقنيات المعلومات يكاد يكون محصورا فقط في مكتبة الطب التي استخدمت تقنيات الأقراص المدمجة في استرجاع البيانات والتي احتوت على المواد من غير الكتب كالدوريات العلمية وقواعد البيانات الطبية العالمية فقد وجدت هذه الخدمات اهتماما من قبل المكتبة منذ بداية التسعينات خاصة بعد انعقاد أول مؤتمر لاستخدامات الأقراص المدمجة تقانة المعلومات في أفريقيا بالخرطوم وكان من نتائجه إهداء مجموعة من قواعد البيانات على الأقراص المدمجة لمكتبة الطب بجامعة الخرطوم وقد سعت إدارة المكتبة للاستفادة من مشروع قمر الحياة وهو يعد البداية لتطبيقات خدمات شبكات معلومات واسعة التغطية فاستطاعت المكتبة أن ترتبط بخدمات معلومات طبية وصحية بالعديد من الدول على مستوى العالم مما ساعد على خدمات استرجاع الوثائق والبحث على الخط المباشر واستشارة مراصد وقواعد البيانات العالمية وخدمات المؤتمرات الإلكترونية ومع اكتمال البنية التحتية للاتصالات في بعض الولايات بالسودان وبصفة خاصة ولاية الخرطوم وانتشار خدمات الشبكة الدولية للمعلومات وكذلك ربط كليات ووحدات الجامعة المختلفة بشبكة معلومات جامعة الخرطوم .
تقدم مكتبات الجامعة خدمات التصفح الآلي لشبكة المعلومات وخدمات المكتبة الرقمية للجامعة، وعلى صعيد تطبيقات النظم الآلية لخزن واسترجاع المعلومات يغطى مشروع حوسبة المكتبة جميع المكتبات الفرعية والمكتبة الرئيسية حيث تستخدم (12) قاعدة بيانات للإجراءات الفنية وخدمات المعلومات باستخدام برمجيات التوثيق الآلي لخزن واسترجاع المعلومات WINISIS ،قامت شبكة معلومات جامعة الخرطوم في عام 2003 بربط المكتبة الرئيسية وجميع المكتبات الفرعية بالشبكة ، ومع ظهور النظم المتكاملة تستخدم المكتبة نظام كوها ضمن شبكة البحث العلمي والتعليم السودانية.

## دور المكتبة في التعليم والبحث العلمي
تلعب مكتبة جامعة الخرطوم دورًا هامًا في التعليم والبحث العلمي، وتشمل بعض أدوارها:
- تدريب المكتبيين: تقوم المكتبة بالتعاون مع معهد الدراسات الإضافية بإعداد كورسات لتدريب المكتبيين في القطر ومن خارج القطر.

- كورسات دراسية: تشرف المكتبة على الدبلوم العالي في علوم المكتبات والمعلومات والوثائق، وتقدم كورسات عملية لطلاب المعهد.

- التدريب العملي: توفر المكتبة فرصًا للتدريب العملي للطلاب والباحثين، وتدريب العاملين في حقل المكتبات الجامعية في السودان.

- دعم البحث العلمي: تساهم المكتبة في دعم البحث العلمي في الجامعة، وتوفر مصادر المعلومات والمراجع اللازمة للباحثين.

### التطور التاريخي للتدريب
- كورس أولي في دراسات المكتبات: أعدته المكتبة بالتعاون مع معهد الدراسات الإضافية في عام 1969-1970م.

- كورس متقدم في المكتبات: أضيف في عام 1970-1971م، ويمنح معهد الدراسات الإضافية الطلاب الناجحين في هذا الكورس شهادة في علوم المكتبات.

- دبلوم عالي في علوم المكتبات والمعلومات والوثائق: أوصى الخبير باركر بإنشاء دبلوم عالي في المكتبات، وتمت الموافقة عليه في عام 1985-1984م.

### التدريب الحالي
- دبلوم عالي في المكتبات والمعلومات والوثائق: تشرف كلية الآداب على هذا الدبلوم، ويمنح المركز درجة الماجستير ودرجة الدكتوراة ويتم تدريسه في مركز المعلومات والمكتبات والوثائق.

## الهيكل الإداري لمكتبة جامعة الخرطوم
يتمثل الهيكل الإداري لمكتبة جامعة الخرطوم في مجلس المكتبة، الذي يرأسه نائب مدير الجامعة، ويضم ممثلين من الكليات والمعاهد والمراكز المختلفة بالجامعة، بالإضافة إلى أعضاء من خارج الجامعة أمين المكتبة مقررا.

### مجلس المكتبة
يتكون مجلس المكتبة من:
1. نائب مدير الجامعة (رئيسًا)
2. عميد كلية الدراسات العليا (عضوًا)
3. نائب أمين المكتبة (عضوًا)
4. نائب الأمين للمكتبة الإلكترونية (عضوًا)
5. مدير دار جامعة الخرطوم للطباعة والنشر (عضوًا)
6. مدير المطبعة (عضوًا)
7. رئيس قسم المكتبات والمعلومات بكلية الآداب (عضوًا)
8. مدير إدارة تقانة وشبكة المعلومات (عضوًا)
9. رؤساء اللجان الفرعية للمكتبات في الجامعة (أعضاء)
10. ممثلو المكتبات التابعة للمكتبة الرئيسية (أعضاء)
11. شخصان من خارج الجامعة من ذوي الصلة والاهتمام (يعينهم مدير الجامعة بتوصية من رئيس مجلس المكتبة)
12. مسؤول الشؤون الاجتماعية باتحاد الطلاب (عضوًا)
13. أمين المكتبة (عضوًا ومقررًا)

### مهام مجلس المكتبة
يتمثل دور مجلس المكتبة في:
1. وضع السياسة العامة لإدارة المكتبات
2. وضع اللوائح التي تنظم وتحكم استعمال المكتبات
3. إجازة مقترحات الموازنة السنوية للمكتبات ورفعها للجهات المختصة
4. إجازة التقرير السنوي لأداء المكتبات ورفعها للجهات المختصة

### أمين المكتبة
يكون أمين المكتبة مسؤولًا عن إدارة المكتبة والمحافظة عليها، وتنفيذ السياسات والخطط التي يضعها مجلس المكتبة. كما يكون مسؤولًا عن وضع تقديرات الموازنة السنوية للمكتبة وإعداد التقرير السنوي لأداء المكتبة.

### نائب أمين المكتبة
يكون نائب أمين المكتبة مسؤولًا عن مساعدة أمين المكتبة في إدارة المكتبة وفروعها، وينوب عن أمين المكتبة في حالة غيابه.

### نائب الأمين للمكتبة الإلكترونية
يكون نائب الأمين للمكتبة الإلكترونية مسؤولًا عن إدارة المكتبة الإلكترونية بما يحقق أهدافها وأغراضها.

## أمناء مكتبة جامعة الخرطوم
يحتوي هذا الجدول على أسماء الأمناء الذين تعاقبوا على المنصب منذ تأسيس المكتبة وحتى الآن.
| الكليه                     | السنة                     | الأسم |
| آداب - مكتبات              | 1948-1961                 | Joliffe ,Michael B.A (Arts) London, F.L.A |
| آداب- مكتبات               | 1961-1986                 | بروفسير / عبد الرحمن النصري حمزة Dip. Arts (Khartoum), M.A (Cambridge), Dip. Librarianship (London)                                                           |
| آداب - مكتبات              | 1986-1992                 | أبوبكر الصديق عثمان B.A (Khartoum), Dip. Librarianship (London)                                                                                               |
| علوم - فيزياء              | 1992-1994                 | بروفسير / عبدالملك محمد عبدالرحمن B.Sc (Physics) Newcastle, PhD (Applied Mathematics) Liverpool                                                               |
| إقتصاد - علوم سياسي        | 1994-1998                 | بروفسير / محمد نوري الأمين B.Sc (Khartoum), M.A (University College Swansea, University of Wales), PhD (University of Oxford)                                 |
| آداب - تفسير               | 1998-2000                 | دكتور / الحبر يوسف نور الدائم B.A (Khartoum), PhD (Commentary Quran) Edinburgh                                                                                |
| قانون - إعلام              | 2000-2004                 | دكتور / الطيب حاج عطية LLB (Law) Khartoum, Spiegel Diploma Moscow University, P.G Diploma Syracuse (USA), P.G Diploma London University, PhD Sorbonne (Paris) |
| إنتاج حيوني - إنتاج حيواني | 2004-2006                 | منى محجوب محمد أحمد B.Sc (Khartoum), M.Sc (Khartoum), PhD (Animal Production) Khartoum                                                                        |
| آداب - جغرافية             | 2006-2009                 | دكتور / حسن عبدالله المنقوري B.A (Khartoum University), M.Sc (Free Berlin University), PhD (Social Economic Geography) Free Berlin University                 |
| هندسة - هندسة زراعية       | 2009-2011                 | دكتور / عباس يوسف التجاني B.Sc (Khartoum University), M.Sc (University of California), PhD (Food Engineering) Michigan State University                       |
| طب - جراحة                 | 2011-2017                 | بروفسير / أحمد حسن أحمد حسن فحل MBBS, MS, MD (Khartoum, Distinction), FRESI (Dublin, Ireland), FRCP, FRCS, FRCS (London, UK), FRCS (G) (Glasgow, UK)          |
| إقتصاد - علوم سياسية       | 2017-2019                 | بروفسير / حسن الحاج علي LLB (Law) Khartoum, M.Sc (University of Missouri), PhD (University of North Texas)                                                    |
| إقتصاد                     | يونيو 2019 - أكتوبر 2019  | بروفسير / إبراهيم أحمد أونور B.Sc (University of Khartoum), PhD (University of Manitoba, Canada)                                                              |
| التربية                    | 2019-2022                 | بروفسير / عصام الدين كمتور الحسن M.A.Ed (Instructional Technology), PhD (Education, Instructional Systems Technology)                                         |
| التربية                    | أبريل 2022 - سبتمبر 2022  | بروفسير / سمير محمد علي حسن الرديسي B.A & Education (Distinction), M.A (Geography), PhD, M.A (Educational Planning & Management)                              |
| علوم رياضية                | سبتمبر 2022               | دكتور / محمود علي أحمد B.Sc (Statistics & Computer Science), M.Sc (Statistics), PhD (Computer Science)                                                        |
| الزراعة                    | سبتمبر 2022 - ديسمبر 2022 | دكتور / بكري محمد الحسن B.Sc (Agriculture) Khartoum, M.Sc (Agriculture) Khartoum, PhD (Agriculture) Khartoum                                                  |
| آداب                       | 2022 -                    | دكتور / حسام الدين عوض الله أحمد القدال B.A (Khartoum), M.A (Khartoum), PhD (Khartoum)                                                                        |

## معرض الصور

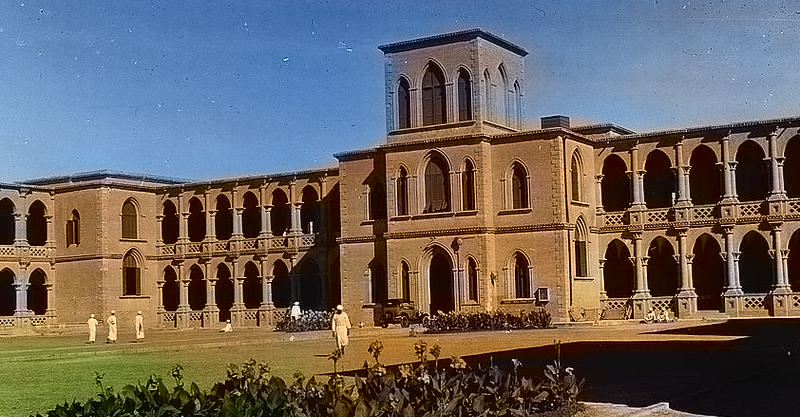
كلية غوردون – الخرطوم – 1936
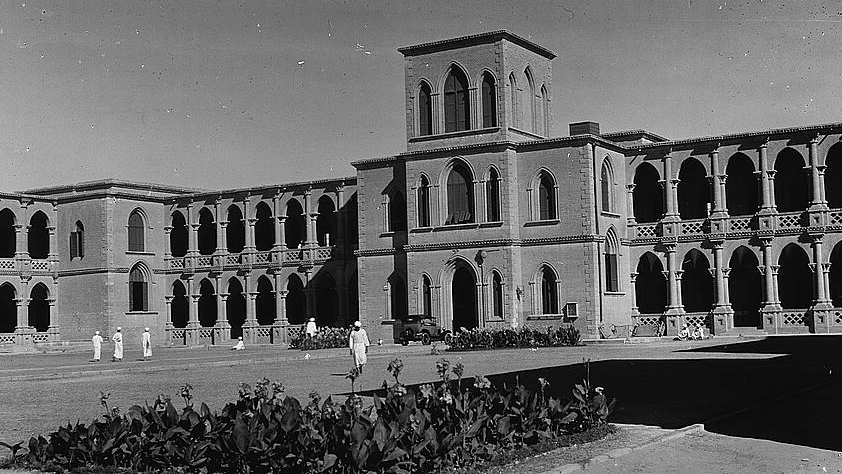
Sudan Khartoum Gordon College – 1936
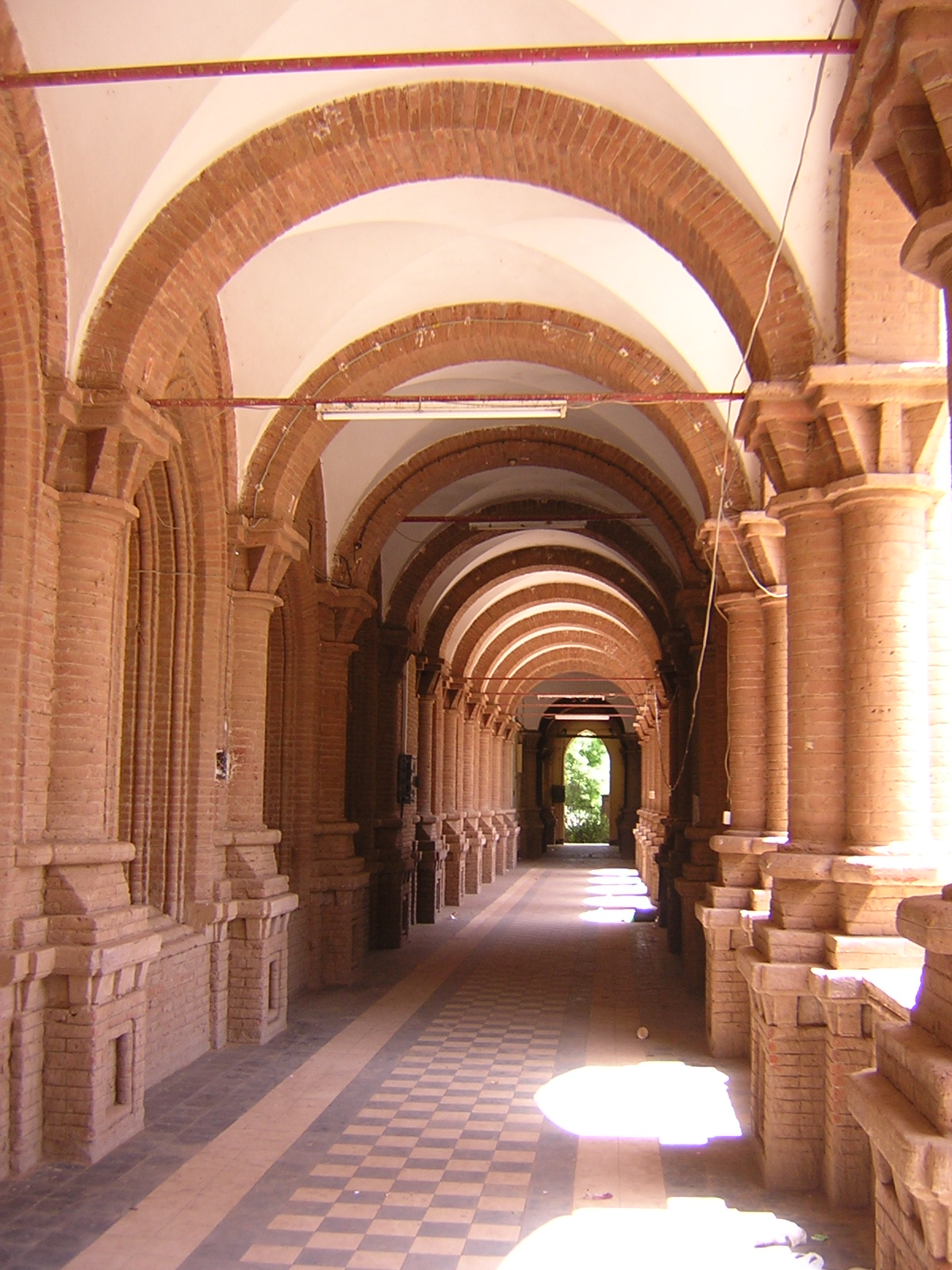
Faculty of Science – University of Khartoum (003)
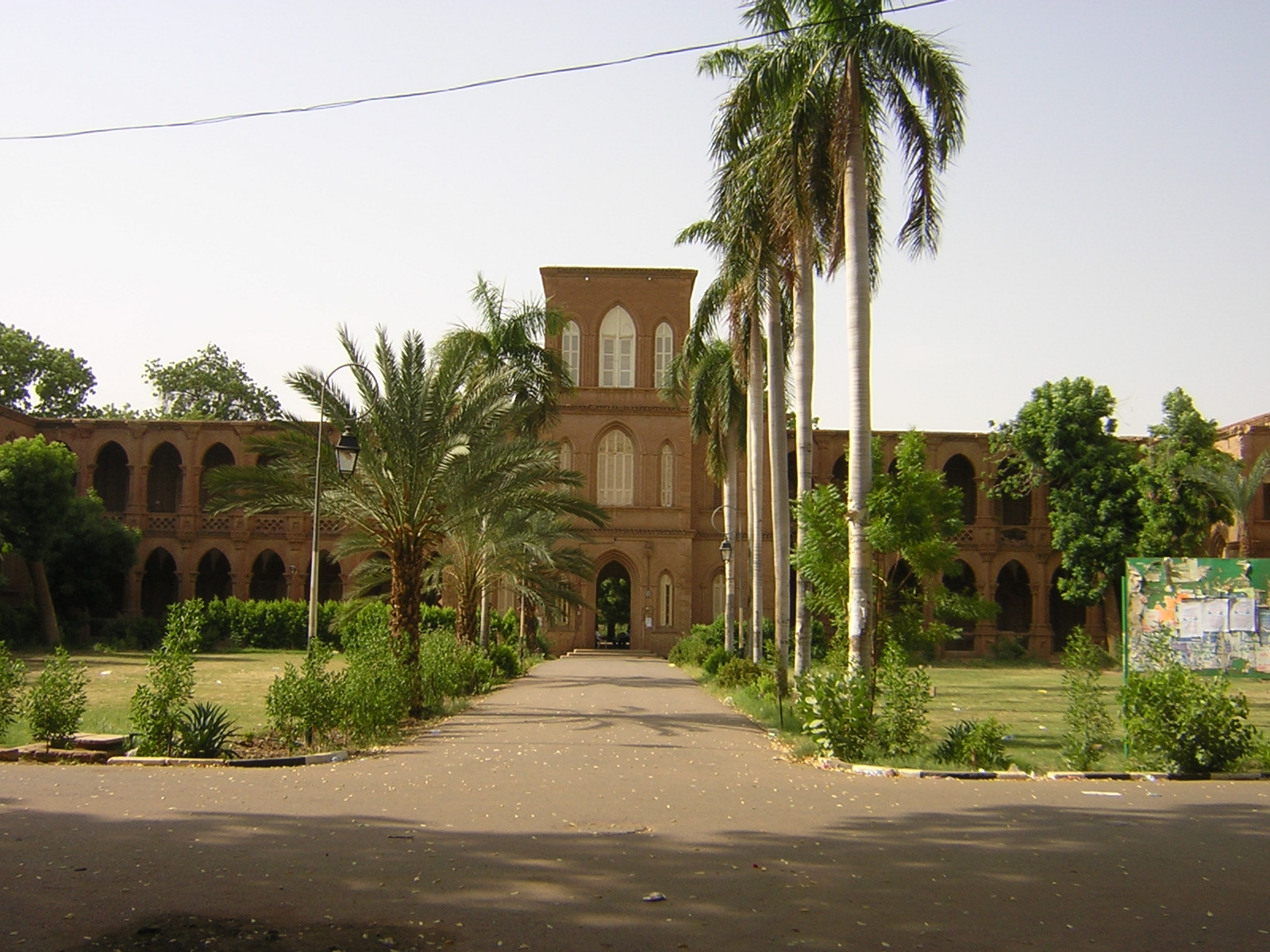
Faculty of Science – University of Khartoum (001)
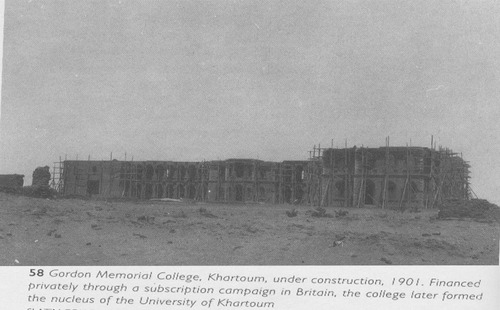
Gordon Memorial College – Construction 1901
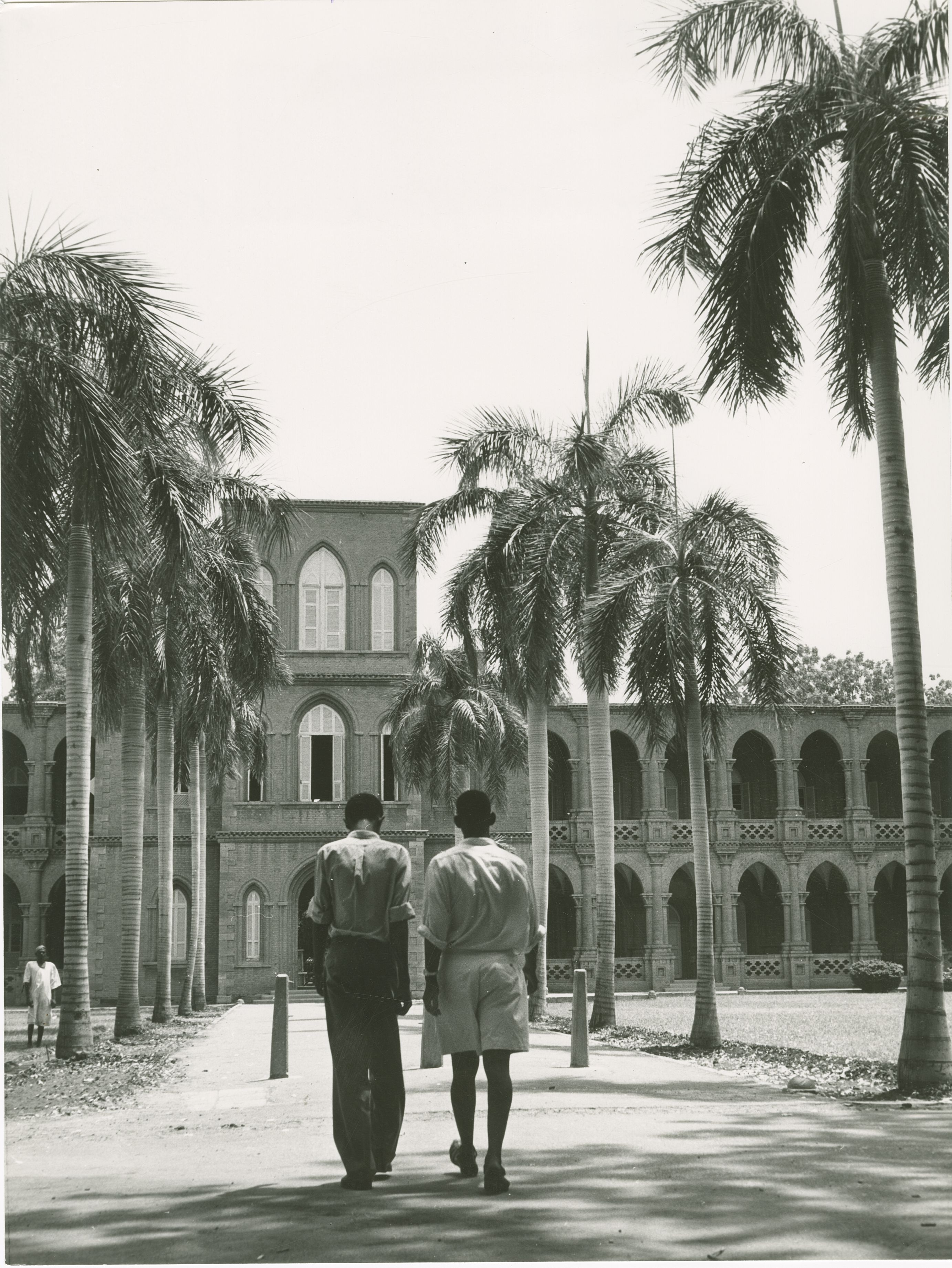
Two young people at the University of Khartoum – 1956

## قائمة المصادر والمراجع
1. ↑  معتصم عبدالله المهدي. تقويم استخدام تقانة المعلومات بمكتبة جامعة الخرطوم. ماجستير. جامعة الخرطوم. 2005
2. ↑  الخضر عبد الكريم أحمد._رئيس قسم الآثار كلية الآداب جامعة الخرطوم (1986_1988م) ._مقابلة شخصية ._ بتاريخ 3/12/2003م.
3. ↑  1- Report on the Commission on higher Education- in the colonies ,1944
4. ↑  "كنوز معرفية لمكتبة السودان". سودارس. اطلع عليه بتاريخ 2025-08-10.
5. ↑  جامعة الخرطوم في ماضيها وحاضرها ومستقبلها. الجامعة(تصدرها إدارة العلاقات العامة والإعلام جامعة الخرطوم) العدد الأول. 1969م. فايت محمد الفايت.
6. ↑  سير دوقلاس نيوبولد

السكرتير الادارى لحكومة السودان من قبل الإدارة البريطانية. SNR(Sudan Notes and Records. 6)
7. ↑  التقارير السنوية لمكتبة جامعة الخرطوم (غير منشورة)
8. ↑  عبد الرحمن النصري،وضع المكتبات بالجامعة.1956_1981م؛مداولات سمنار العيد الفضي لجامعة الخرطوم23_25 نوفمبر 1981 م.
9. ↑  مكتبة جامعة الخرطوم. إعداد :برفسور مني محجوب محمد أحمد أ. معتصم عبدالله المهدي ورشة اللامركزية والتنظيم الادارى لجامعة الخرطوم. قاعة الشارقة. في الفترة من 16_18أكتوبر 2005. الموافق13_15 رمضان14261.ه
10. ↑  الاحداث، محرر (25 مارس 2022). "بقيمة 100 ألف دولار.. مكتبة جامعة الخرطوم تتسلم (1950) كتاباً ومرجعاً". الأحداث نيوز. اطلع عليه بتاريخ 2025-08-09.
11. ↑  قناة الشروق الفضائية السودان (2017). "بروف حسن حاج علي يحدثنا عن مكتبة جامعة الخرطوم | الحد الأدنى مع أ. خالدموسى". اطلع عليه بتاريخ 2025-08-08.{{استشهاد ويب}}:  صيانة الاستشهاد: url-status (link)
12. ↑  محمد صلاح الدين مضوي، محمد (1997). /2023 "دور مكتبة السودان في حفظ التراث الفكري السوداني". مجلة الثقافة السودانية. ع. مزدوج(32_33). اطلع عليه بتاريخ 8.8.2025. {{استشهاد بدورية محكمة}}: تحقق من التاريخ في: |تاريخ-الوصول= (مساعدة) وتحقق من قيمة |مسار= (مساعدة)
13. ↑  إدارة المكتبات الجامعية: دراسة تطبيقية بمكتبة جامعة الخرطوم. حسام الدين عوض الله أحمد القدال. سمنار تطوير مكتبة جامعة الخرطوم. السودان. الخرطوم. قاعة الشارقة. 2017
14. ↑  Mudawi، Mohamed Salah Eldin (1 مايو 2022). "عباس الزين الطيب: سادن مكتبة السودان". مجلة القلزم للدراسات التوثيقية. ج. - ع. السادس: 33–46. DOI:10.5281/zenodo.6399184. مؤرشف من الأصل في 2025-03-24.
15. ↑  عبد الملك محمد عبد الرحمن أبوالقاسم ابراهيم عبد الحليم. تقرير عن مكتبة جامعة الخرطوم 1992_1993
16. ↑  "بحث". search.mandumah.com. مؤرشف من الأصل في 2025-08-09. اطلع عليه بتاريخ 2025-08-10.
17. ↑  جامعة الخرطوم النظم الأساسية واللوائح الأكاديمية والإدارية ،2014م

## روابط خارجية
- مكتبة جامعة الخرطوم.. ذاكرة حية – تقرير من قناة سكاي نيوز عربية.
- University of Khartoum Library – فيديو تعريفي من قناة جامعة الخرطوم على يوتيوب.
- بروفيسور حسن حاج علي يتحدث عن مكتبة جامعة الخرطوم – برنامج "الحد الأدنى" على قناة الشروق الفضائية.
- د. معتصم عبد الله المهدي عن خدمات مكتبة جامعة الخرطوم – فقرة من برنامج "صباح الشروق" على قناة الشروق الفضائية.
- جامعة الخرطوم من أقدم الجامعات في إفريقيا وتضم مخطوطات وكتبًا نفيسة – تقرير من قناة سكاي نيوز عربية